# Amarna Grab 25
Das Grab 25 in der Nekropole von Amarna gehört dem Eje, unter König (Pharao) Echnaton Vorsteher aller Pferde seiner Majestät und Gottesvater war. Vor allem als Gottesvater hatte er wahrscheinlich auch verwandtschaftliche Beziehungen zum Königshaus. Seine Gemahlin Tij war Amme der Nofretete. Eje folgte Tutanchamun auf den Thron und wurde in Grab WV23 im Tal der Könige bestattet.

## Beschreibung
Beim Grab handelt sich um eine der größten privaten Grabanlagen in Amarna, die aber nie fertiggestellt wurde. Das Grab besteht aus einer Kapelle mit 15 in den Fels geschlagenen Säulen, wobei ursprünglich 24 Säulen geplant waren. Die westliche Hälfte der Grabkapelle ist nie fertiggestellt worden. Die östliche Seite der Kapelle ist zum Teil fertiggestellt worden. Auch die Wände sind hier mit Reliefs dekoriert, die einige wichtige Darstellungen und Inschriften tragen. An der rechten Wand des kurzen Eingangskorridors zum Grab befindet sich ein langer Hymnus an den Sonnengott Aton, der einzig hier überliefert ist. Dies ist ein Text, der schon früh Bekanntheit erlangte, da er große Ähnlichkeiten mit einem Hymnus aus der Bibel hat. Auf der Nordwand der eigentlichen Kapelle sieht man Echnaton, Nofretete und drei ihrer Töchter, wie sie das Ehrengold an Eje und Tij verleihen. Auf derselben Wand gibt es eine Darstellung des Königspalastes.

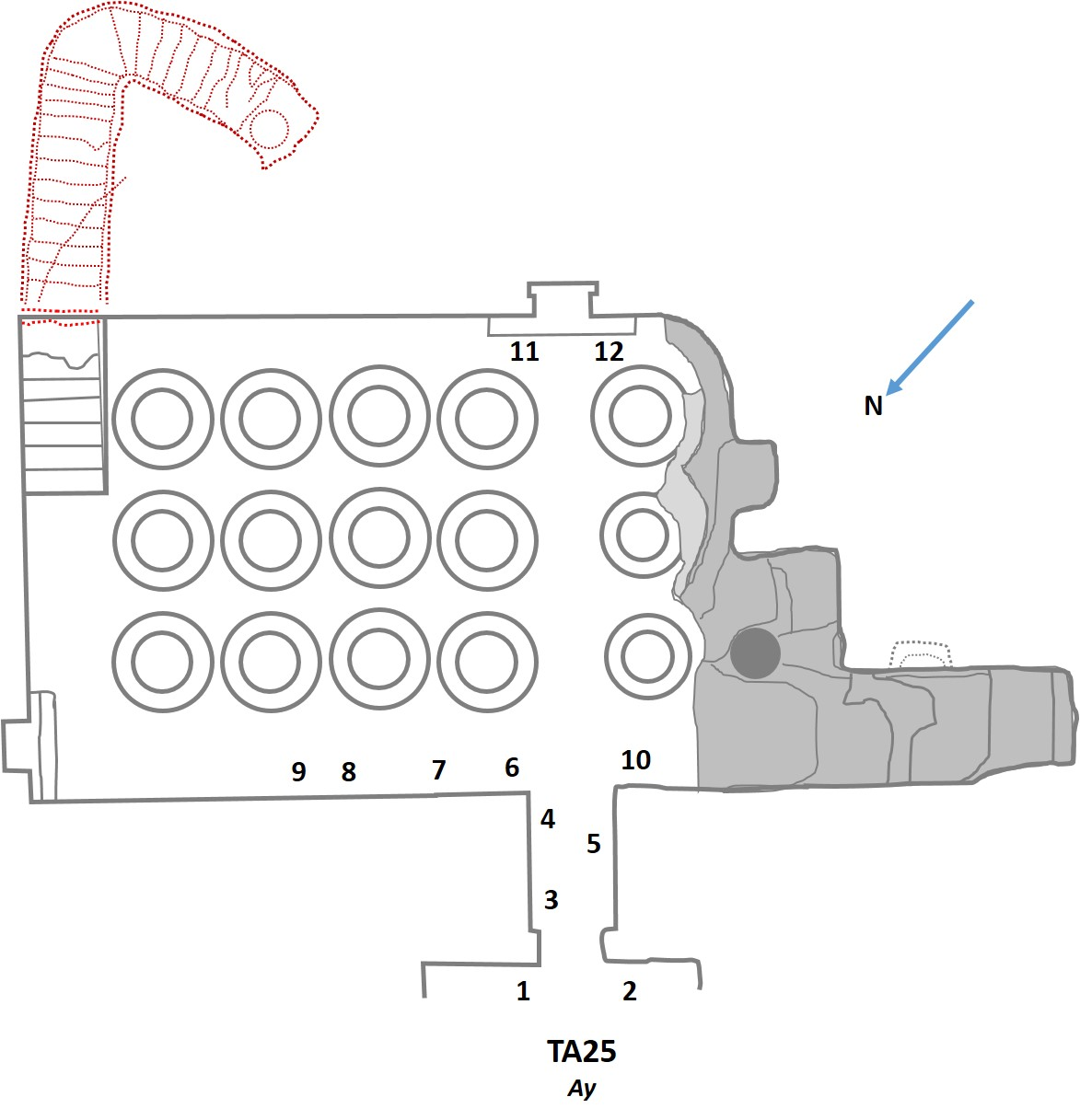
Plan des Grabes
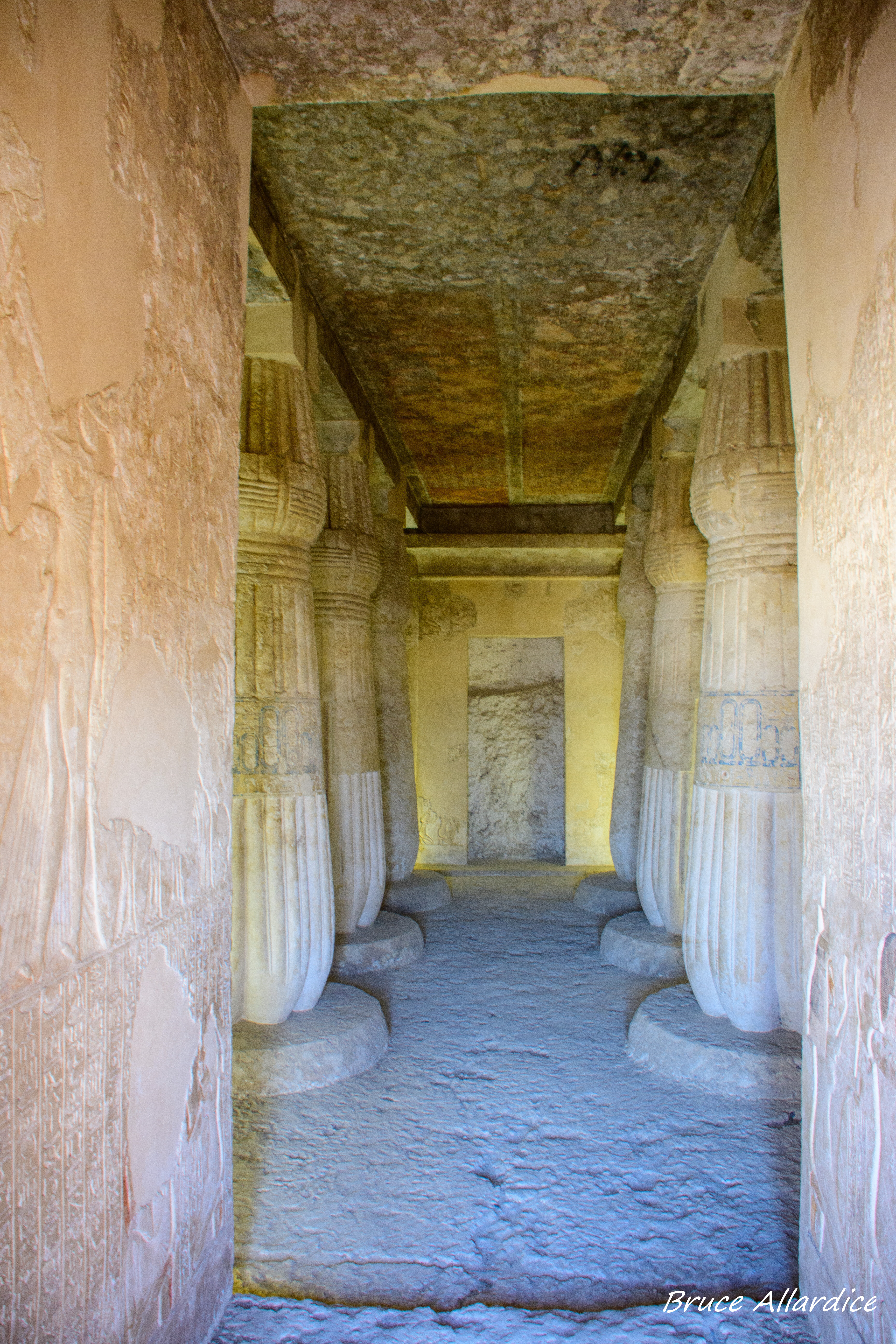
Eingangshalle des Grabes
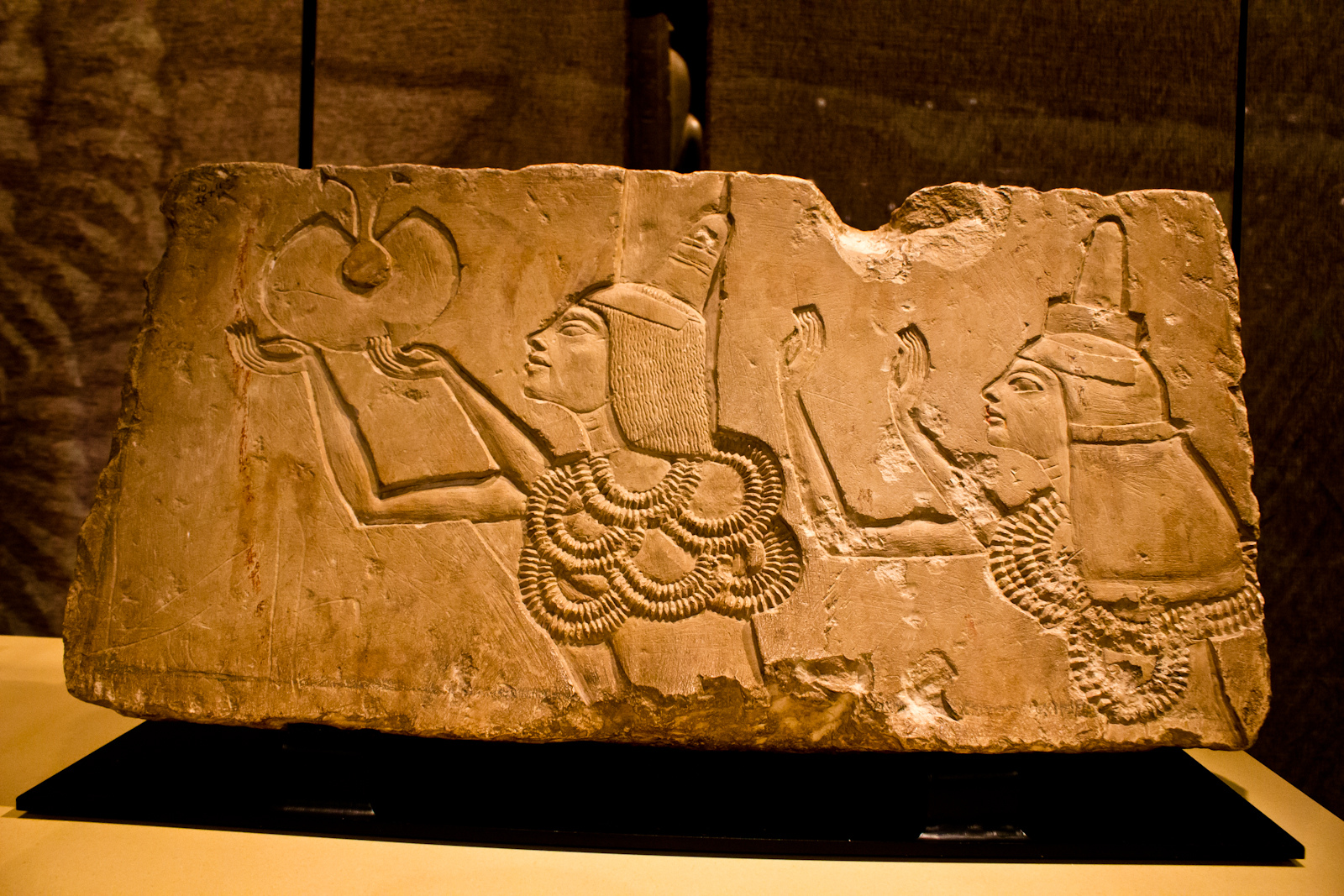
Eje und seine Gemahlin Tij erhalten vom König das Ehrengold
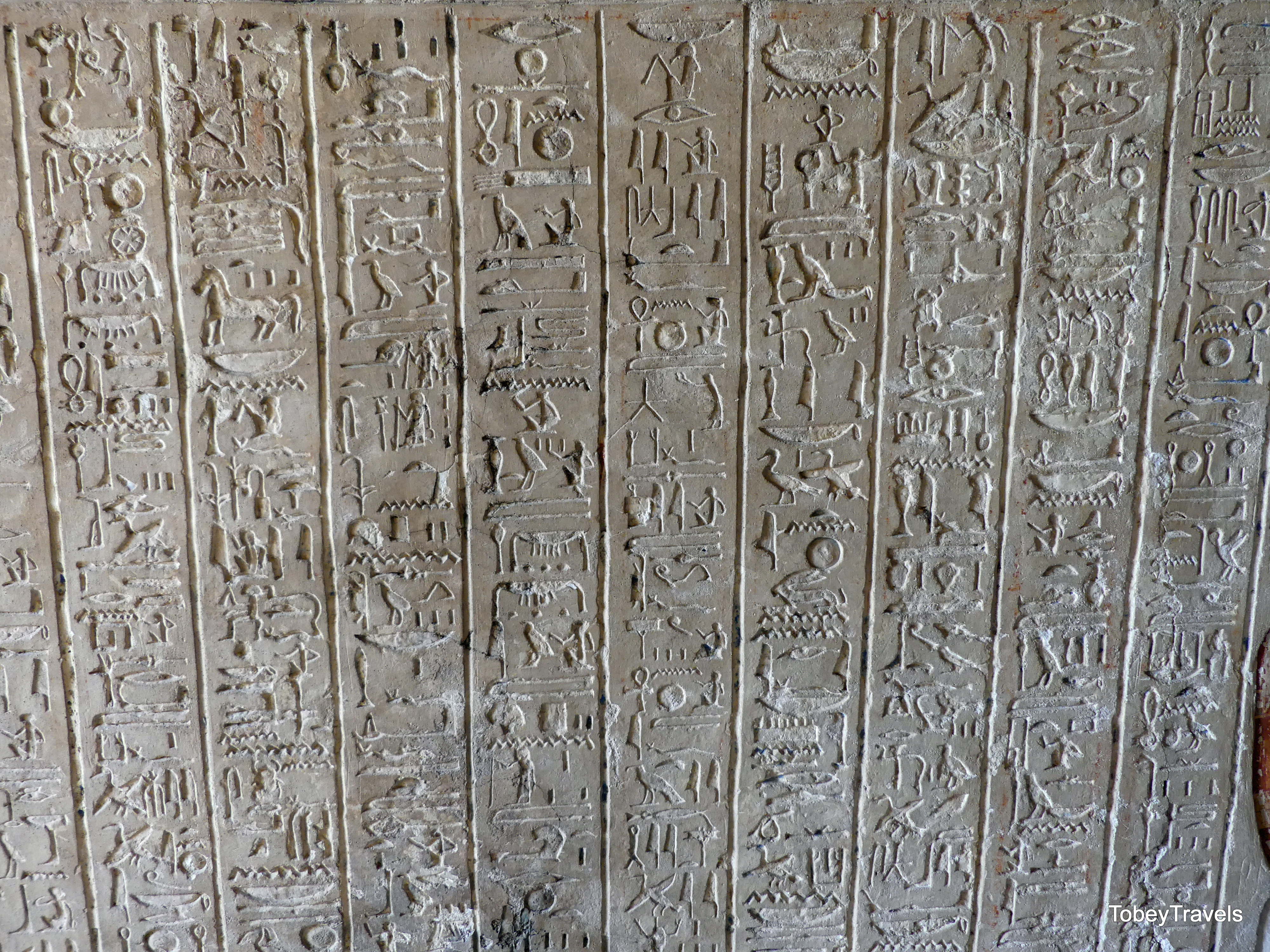
Der Aton-Hymnus
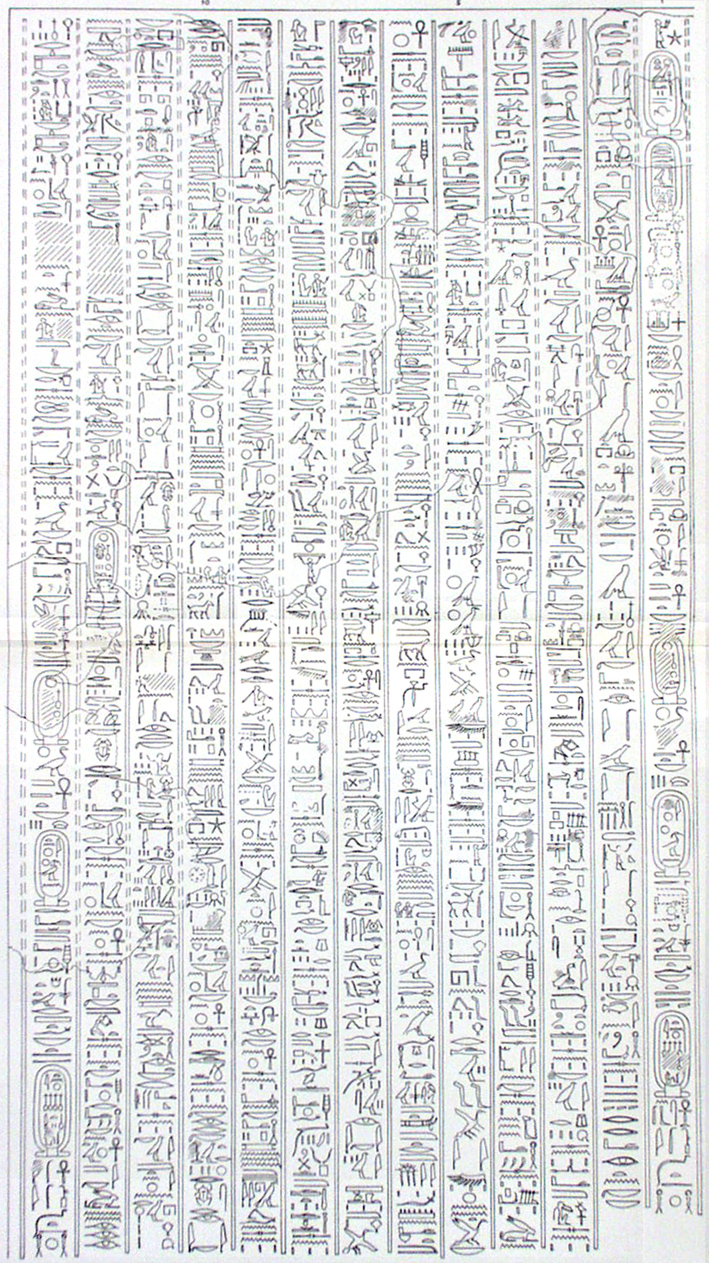
Abschrift des Aton-Hymnus
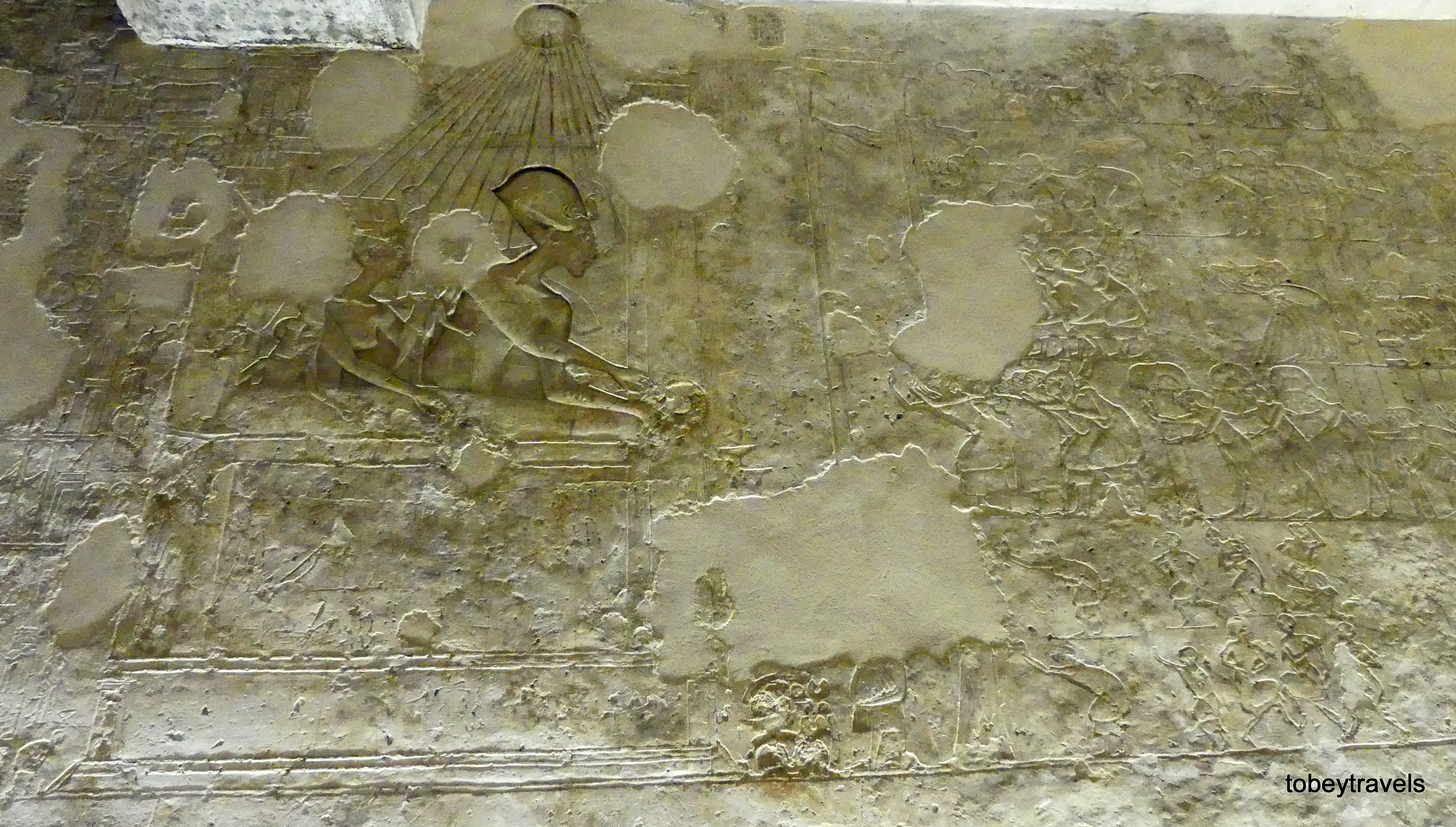
Echnaton und Nofretete im Grab-Relief „Fenster des Scheins“